# Althea (azienda)
Althea Spa è un'azienda alimentare italiana fondata dai fratelli Carlo e Amilcare Bertozzi. L'azienda opera a Parma dal 1932.

## Storia dell'azienda
Nella provincia parmense c'era un'antica tradizione di produzione di concentrato di pomodoro e i fratelli Bertozzi intuirono che le abitudini degli italiani cambiavano pur rimanendo legati alla tradizione: puntarono così alla realizzazione di nuovi prodotti "pronti all'uso" come un sugo pronto, di cui fu fatta promozione commerciale su periodici femminili e la marmellata in cubetti. La promozione fu incentrata sulla diffusione di francobolli per collezione, che conquistarono il pubblico dei ragazzi e di cui, anche a distanza di anni, permane il ricordo anche nella letteratura.
L'azienda prende il nome dal fiore della Althea Officinalis, che Carlo Bertozzi raccoglierà sul terreno dove sorgerà lo stabilimento di produzione.
L'azienda venne acquisita a metà degli anni sessanta dalla multinazionale Unilever, perdendo il ruolo centrale acquisito nei rispettivi mercati. Nel 1990 una cordata di imprenditori parmigiani riportò la proprietà in Italia.
Nel 1997 Althea venne acquistata dalla Delfino Spa di Napoli (famiglie Carotenuto e Ricciulli), che tuttora ne possiede la totalità delle quote azionarie. Althea Spa oggi opera nel mercato dei "condimenti ricettati shelf-stable". La politica commerciale è focalizzata sulla partnership con Retailers e aziende per la fornitura di prodotti a marchio terzi (Private Labels, Copacking e B2B). I mercati di riferimento sono Europa, Stati Uniti, Canada, Australia e Giappone. L'azienda è presente sul mercato anche con marchi propri.
Il 16 ottobre 2014, viene annunciato che il 100% del capitale sociale del Gruppo Pa.fi.al., holding di controllo Althea S.p.a., viene acquistato da La Doria per 65,2 milioni di euro. Insieme a Delfino nel 2013 ha realizzato 71.7 milioni di euro di fatturato (93% tramite prodotti conto terzi e 7% con prodotti a marchio proprio; il 73% del fatturato arriva dal mercato estero), Ebitda di 8.2 milioni di euro, utile di 3.6 milioni, posizione finanziaria netta negativa di 1.9 milioni e 220 dipendenti, stagionali esclusi, tra Parma e Acerra
. Ha il 60% del mercato dei sughi pronti con l'etichetta delle catene della GDO.